# Star Wars (datorspel 1991)
Star Wars (スター・ウォーズ Sutā Uōzu?) är ett actionspel baserat på filmen Stjärnornas krig. Det släpptes av Victor Musical Industries till Family Computer i Japan den 15 november 1991 och av JVC Musical Industries till NES i Nordamerika i november 1991 samt i Europa den 26 mars 1992.
Två versioner till bärbara spelkonsoler gjordes också. Game Boy-versionen utvecklades av NMS Software och utgavs av Capcom 1992. Sega Game Gear-versionen utvecklades av Tiertex Design Studios och utgavs av US Gold 1993. En Sega Master System-version kom också.

### Fotnoter
1. 1 2 3  ”Famicom and NES Information”. Arkiverad från originalet den 3 november 2013. https://web.archive.org/web/20131103131033/http://www.gamefaqs.com/nes/570604-star-wars/data. Läst 1 november 2013.
2. 1 2 3 4  ”Game Boy Information”. Arkiverad från originalet den 3 november 2013. https://web.archive.org/web/20131103131037/http://www.gamefaqs.com/gameboy/563295-star-wars/data. Läst 1 november 2013.
3. 1 2  ”Game Gear Information”. Arkiverad från originalet den 3 november 2013. https://web.archive.org/web/20131103131335/http://www.gamefaqs.com/gamegear/586823-star-wars/data. Läst 1 november 2013.
4. 1 2 3 4  ”Master System Information”. Arkiverad från originalet den 3 november 2013. https://web.archive.org/web/20131103130940/http://www.gamefaqs.com/sms/575967-star-wars/data. Läst 1 november 2013.